# Tir groupé
Tir groupé je francouzský hraný film z roku 1982, který režíroval Jean-Claude Missiaen. Snímek měl světovou premiéru 22. září 1982.

## Děj
Antoine Béranger má obchod na bleším trhu v Clignancourtu. Tvoří pár s Carine Ferrand, pracující v luxusním obchodě, ale ještě spolu nebydlí. Jednoho večera ji Antoine doprovodí na nádraží, protože jede vlakem k rodičům do Enghien-les-Bains. Ale ve vlaku je mladá žena surově napadena násilníkem Samsonem Balestrou a jeho dvěma kumpány Danielem Verlotem a Michelem Poubenncem, pod očima ostatních cestujících, kteří jsou příliš vystrašení na to, aby zasáhli. Než Balestra se svými komplici opustí vlak, zasadí Carine násilný úder karate, která okamžitě zemře.
Inspektor Gagnon informuje Antoina o smrti Carine. Skupina přepadne a zabije dalšího cestujícího. Antoine se rozhodne pátrat po vinících na vlastní pěst a koupí si zbraň. Podaří se mu vystopovat Poubennce díky kameji, kterou Antoine věnoval Carine před její smrtí. Gagnon mezitím pátrá po Balestrovi. Antoine sleduje Poubennce, který ho dovede na místo, kde jsou Balestra a Verlot. Poubennec, který zahlédl policii, varuje Balestru a Verlota. Mezi zločinci a policií dojde k přestřelce, během níž jsou zastřeleni Verlot a Poubennec, zatímco Balestra, zahnaný do kouta, je nakonec zatčen Gagnonem. Antoine je však také na místě a Balestru zastřelí.
Antoine je odsouzen k sedmi letům vězení za vraždu Balestry, ale po třech letech je propuštěn. Pokračuje v práci prodavače a žije sám.

## Obsazení
| Gérard Lanvin      | Antoine Béranger           |
| Véronique Jannot   | Carine Ferrand             |
| Jean-Roger Milo    | Samson Balestra            |
| Roland Blanche     | Michel Poubennec           |
| Dominique Pinon    | Daniel Verlot              |
| Michel Constantin  | inspektor Alexandre Gagnon |
| Mario David        | Félix Péjat                |
| David Jalil        | inspektor Sormani          |
| Steve Kalfa        | inspektor Jégou            |
| Roland Amstutz     | Francis Colletin           |
| Fabrice Eberhard   | prodavač zbraní            |
| Cathy Bodet        | Colette Dupré              |
| Patricia Millardet | Anne-Marie                 |
| Pierre Londiche    | Raoul Ferrand              |
| Janine Magnan      | Solange Ferrand            |
| Yves Elliot        | Fernand                    |
| Amélie Prévost     | Sophie                     |
| Louis Navarre      | Marco                      |
| Denise Bailly      | paní Gilles                |
| Bernard Marcellin  | poručík                    |

## Ocenění
- César: nominace v kategoriích nejlepší mužský herecký výkon (Gérard Lanvin), nejlepší filmový debut (Jean-Claude Missiaen), nejlepší střih (Armand Psenny)